# Bejaria racemosa
Bejaria racemosa är en ljungväxtart som beskrevs av Étienne Pierre Ventenat. Bejaria racemosa ingår i släktet Bejaria och familjen ljungväxter. Inga underarter finns listade i Catalogue of Life.

## Bildgalleri

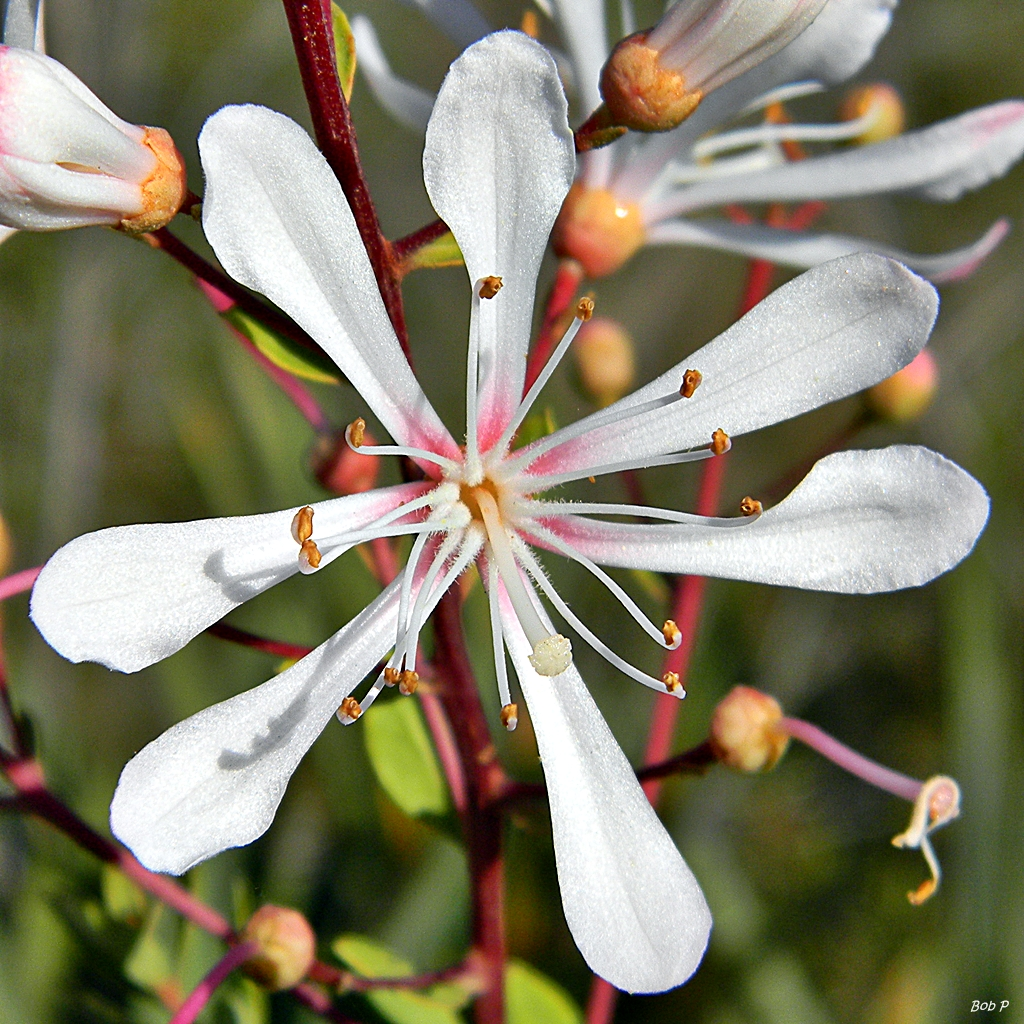
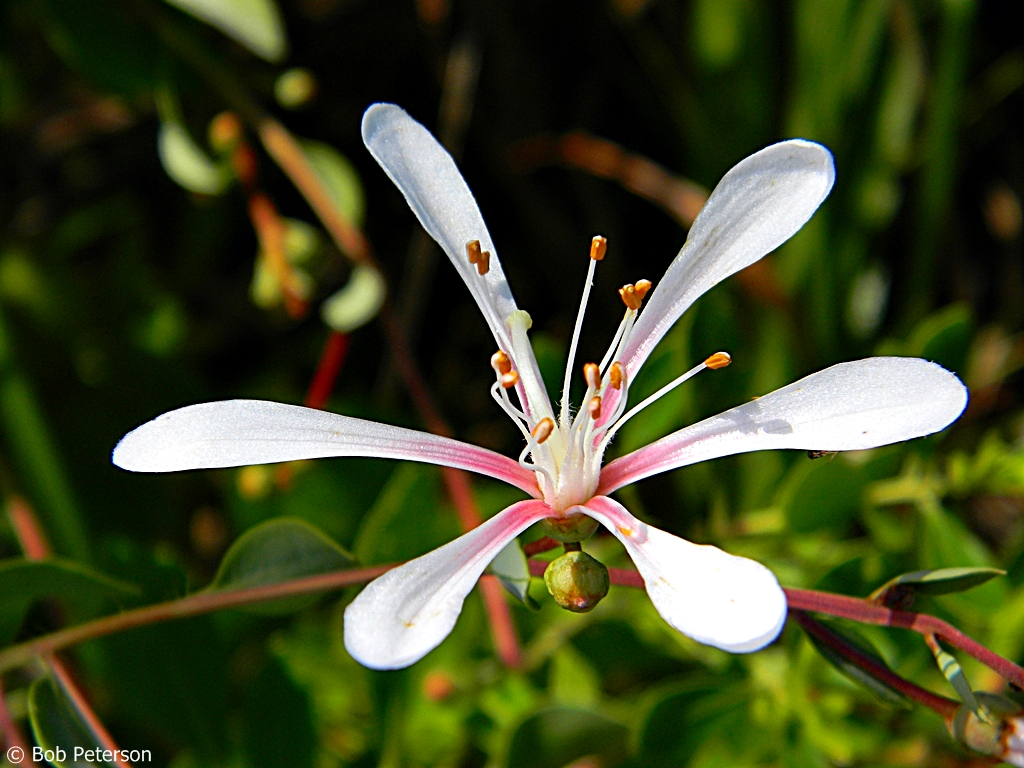